# Манроу Борн
Манроу Борн (англ. Munroe Bourne, 26 травня 1910 — 11 липня 1992) — канадський плавець.
Призер Олімпійських Ігор 1928 року, учасник 1932, 1936 років.
Переможець Ігор Британської імперії 1930 року.